# Piotr Mikuli
Piotr Mikuli (ur. 1977) – polski prawnik, profesor nauk prawnych, specjalista w zakresie prawa konstytucyjnego, profesor nadzwyczajny na Wydziale Prawa i Administracji Uniwersytetu Jagiellońskiego, kierownik Katedry Prawa Ustrojowego i Porównawczego na tym wydziale.

## Życiorys
Absolwent II Liceum Ogólnokształcącego im. Króla Jana III Sobieskiego w Krakowie . Dnia 27 września 2004 uzyskał na Wydziale Prawa i Administracji UJ stopień naukowy doktora nauk prawnych w zakresie prawa (specjalność: prawo konstytucyjne) na podstawie rozprawy pt. Zasada podziału władz w Wielkiej Brytanii. Zagadnienia teorii i praktyki. Studium prawnokonstytucyjne. Dnia 20 czerwca 2011 otrzymał na tym samym Wydziale stopień doktora habilitowanego nauk prawnych w zakresie prawa na podstawie dorobku naukowego oraz monografii pt. Sądy a parlament w ustrojach Australii, Kanady i Nowej Zelandii (na tle rozwiązań brytyjskich). Jest kierownikiem Katedry Prawa Ustrojowego i Porównawczego na Wydziale Prawa i Administracji UJ. W dniu 20 stycznia 2021 otrzymał nominację profesora zwyczajnego.

## Wybrane publikacje
- Konstytucja Malty, Warszawa: Wydawnictwo Sejmowe, 2007.
- Parlament Republiki Cypryjskiej, Warszawa: Wydawnictwo Sejmowe : Kancelaria Sejmu, 2006.
- Parlament Republiki Malty, Warszawa: Wydawnictwo Sejmowe, 2006.
- Parlament Słowenii, Warszawa: Wydawnictwo Sejmowe, 2003.
- Sądy a parlament w ustrojach Australii, Kanady i Nowej Zelandii, Kraków: Księgarnia Akademicka, 2010.
- Status prawny sędziego we współczesnych systemach politycznych, Koszalin-Gdańsk: Wydawnictwo Gdańskiej Wyższej Szkoły Humanistycznej, 2013.
- Zasada podziału władz a ustrój brytyjski, Warszawa: Wydawnictwo Sejmowe, 2006.
- Zdekoncentrowana kontrola konstytucyjności prawa: Stany Zjednoczone i państwa europejskie, Kraków: Wydawnictwo Uniwersytetu Jagiellońskiego, 2007[4].